# Obiekty z listy światowego dziedzictwa UNESCO w Ameryce Południowej
Poniżej przedstawiono obiekty z listy światowego dziedzictwa UNESCO, położone w Ameryce Południowej. Obiekty uporządkowano w kolejności alfabetycznej według państw.
Oznaczenia na liście: P – kryterium przyrodnicze, K – kryterium kulturowe.

## Argentyna(12)
| Zdjęcie | Nazwa | Typ | Data wpisu |
| ------- | --- | --- | ---------- |
|         | Park Narodowy Los Glaciares | P   | 1981       |
|         | Misje jezuickie na obszarach zamieszkanych przez Guaranów: San Ignacio Mini, Santa Ana, Nuestra Seora de Loreto i Santa Maria Mayor (Argentyna), ruiny São Miguel das Missões (Brazylia) – wspólnie z Brazylią | K   | 1983       |
|         | Park Narodowy Iguazú | P   | 1984       |
|         | Zespół sztuki naskalnej w Jaskini Rąk (La Cueva de las Manos), Río Pinturas | K   | 1999       |
|         | Półwysep Valdés | P   | 1999       |
|         | Zespół jezuickich obiektów architektonicznych wraz z estancias, Córdoba | K   | 2000       |
|         | Parki Przyrody Ischigualasto-Talampaya | P   | 2000       |
|         | Dolina Quebrada de Humahuaca | K   | 2003       |
|         | Qhapac Ñan – system dróg andyjskich (wspólnie z Boliwią, Chile, Ekwadorem, Kolumbią i Peru) | K   | 2014       |
|         | Architektoniczne dzieła Le Corbusiera, wybitny wkład w ruch modernistyczny (wspólnie z Belgią, Francją, Niemcami, Indiami, Japonią i Szwajcarią)                                                               | K   | 2016       |
|         | Park Narodowy Los Alerces | P   | 2017       |
|         | Muzeum i miejsce pamięci ESMA – dawne tajne centrum zatrzymań, tortur i eksterminacji | K   | 2023       |

## Boliwia(7)
| Zdjęcie | Nazwa                                                                                         | Typ | Data wpisu |
| ------- | --------------------------------------------------------------------------------------------- | --- | ---------- |
|         | Miasto Potosí (zagrożone)                                                                     | K   | 1987       |
|         | Misje jezuickie na terenie zamieszkanym przez Chiquitos                                       | K   | 1990       |
|         | Zabytkowe miasto Sucre                                                                        | K   | 1991       |
|         | Fort Samaipata                                                                                | K   | 1998       |
|         | Park Narodowy Noel Kempff Mercado                                                             | P   | 2000       |
|         | Tiwanaku – ośrodek duchowy i polityczny kultury Tiwanaku                                      | K   | 2000       |
|         | Qhapac Ñan – system dróg andyjskich (wspólnie z Argentyną, Chile, Ekwadorem, Kolumbią i Peru) | K   | 2014       |

## Brazylia(25)
| Zdjęcie | Nazwa | Typ | Data wpisu |
| ------- | --- | --- | ---------- |
|         | Zespół zabytkowy w Ouro Preto | K   | 1980       |
|         | Zabytkowe centrum miasta Olinda | K   | 1982       |
|         | Misje jezuickie na obszarach zamieszkanych przez Guaranów: San Ignacio Mini, Santa Ana, Nuestra Seora de Loreto i Santa Maria Mayor (Argentyna), ruiny São Miguel das Missões (Brazylia) – wspólnie z Argentyną | K   | 1983       |
|         | Zabytkowe centrum pierwszej stolicy Brazylii, Salvador da Bahia | K   | 1985       |
|         | Sanktuarium Bom Jesus w Congonhas | K   | 1985       |
|         | Park Narodowy Iguaçu | P   | 1986       |
|         | Nowoczesne miasto Brasilia | K   | 1987       |
|         | Malowidła naskalne w Parku Narodowym Serra da Capivara | K   | 1991       |
|         | Zabytkowe centrum miasta São Luís | K   | 1997       |
|         | Zabytkowe centrum miasta poszukiwaczy diamentów Diamantiny | K   | 1999       |
|         | Południowo-wschodnie rezerwaty puszczy atlantyckiej | P   | 1999       |
|         | Rezerwaty puszczy atlantyckiej na Wybrzeżu Odkryć Geograficznych | P   | 1999       |
|         | Obszar Chroniony Środkowej Amazonki (z Parkiem Narodowym Jaú) | P   | 2000, 2003 |
|         | Obszar Chroniony Pantanal | P   | 2000       |
|         | Region ekologiczny Cerrado: parki narodowe Chapada dos Veadeiros i Emas | P   | 2001       |
|         | Wyspy atlantyckie Brazylii: rezerwaty Fernando de Noronha i Atol das Rocas | P   | 2001       |
|         | Zabytkowe centrum miasta Goiás | K   | 2001       |
|         | Plac São Francisco w mieście São Cristóvão | K   | 2010       |
|         | Rio de Janeiro – krajobrazy carioca pomiędzy górami a morzem | K   | 2012       |
|         | Nowoczesny zespół Pampulha | K   | 2016       |
|         | Stanowisko archeologiczne nabrzeża Cais do Valongo | K   | 2017       |
|         | Paraty i Ilha Grande – kultura i bioróżnorodność | K,P | 2019       |
|         | Sítio Roberto Burle Marx | K   | 2021       |
|         | Park Narodowy Lençóis Maranhenses | P   | 2024       |
|         | Park Narodowy Cavernas do Peruaçu | P   | 2025       |

## Chile(7)
| Zdjęcie | Nazwa                                                                                           | Typ | Data wpisu |
| ------- | ----------------------------------------------------------------------------------------------- | --- | ---------- |
|         | Park Narodowy Rapa Nui (Wyspa Wielkanocna)                                                      | K   | 1995       |
|         | Kościoły drewniane w Chiloé                                                                     | K   | 2000       |
|         | Zabytkowa dzielnica miasta portowego Valparaiso                                                 | K   | 2003       |
|         | Fabryki saletry Humberstone i Santa Laura                                                       | K   | 2005       |
|         | Miasto górnicze Sewell                                                                          | K   | 2006       |
|         | Qhapac Ñan – system dróg andyjskich (wspólnie z Argentyną, Boliwią, Ekwadorem, Kolumbią i Peru) | K   | 2014       |
|         | Osadnictwo i sztuka mumifikacji kultury Chinchorro w regionie Arica y Parinacota                | K   | 2021       |

## Ekwador(5)
| Zdjęcie | Nazwa                                                                                       | Typ | Data wpisu |
| ------- | ------------------------------------------------------------------------------------------- | --- | ---------- |
|         | Wyspy Galapagos                                                                             | P   | 1978, 2001 |
|         | Miasto Quito                                                                                | K   | 1978       |
|         | Park Narodowy Sangay                                                                        | P   | 1983       |
|         | Zabytkowe centrum Santa Ana de los Rios de Cuenca                                           | K   | 1999       |
|         | Qhapac Ñan – system dróg andyjskich (wspólnie z Argentyną, Boliwią, Chile, Kolumbią i Peru) | K   | 2014       |

## Kolumbia(9)
| Zdjęcie | Nazwa                                                                                        | Typ | Data wpisu |
| ------- | -------------------------------------------------------------------------------------------- | --- | ---------- |
|         | Port, fortece i zespół zabytkowy w Cartagenie                                                | K   | 1984       |
|         | Park Narodowy Los Katíos                                                                     | P   | 1994       |
|         | Zespół zabytkowy w Santa Cruz de Mompox                                                      | K   | 1995       |
|         | Narodowy Park Archeologiczny Tierradentro                                                    | K   | 1995       |
|         | Park archeologiczny w San Agustín                                                            | K   | 1995       |
|         | Rezerwat fauny i flory Malpelo                                                               | P   | 2006       |
|         | Krajobraz kulturowy upraw kawy w Kolumbii                                                    | K   | 2011       |
|         | Qhapac Ñan – system dróg andyjskich (wspólnie z Argentyną, Boliwią, Chile, Ekwadorem i Peru) | K   | 2014       |
|         | Park Narodowy La Serranía de Chiribiquete – „Maloca jaguara”                                 | K,P | 2018       |

## Paragwaj(1)
| Zdjęcie | Nazwa                                                                 | Typ | Data wpisu |
| ------- | --------------------------------------------------------------------- | --- | ---------- |
|         | Misje jezuickie La Santísima Trinidad de Paraná i Jesús de Tavarangue | K   | 1993       |

## Peru(13)
| Zdjęcie | Nazwa                                                                                            | Typ  | Data wpisu |
| ------- | ------------------------------------------------------------------------------------------------ | ---- | ---------- |
|         | Cuzco – pierwsza stolica Imperium Inków oraz Peru                                                | K    | 1983       |
|         | Machu Picchu – miasto z okresu inkaskiego                                                        | K, P | 1983       |
|         | Stanowisko archeologiczne Chavin                                                                 | K    | 1985       |
|         | Park Narodowy Huascarán                                                                          | P    | 1985       |
|         | Strefa archeologiczna Chan Chan (zagrożone)                                                      | P    | 1986       |
|         | Park Narodowy Manú                                                                               | P    | 1987       |
|         | Zespół zabytkowy w Limie                                                                         | K    | 1988, 1991 |
|         | Park Narodowy Rio Abiseo                                                                         | K, P | 1990, 1992 |
|         | Linie i rysunki naziemne pustyni Nazca i Pampas de Jumana                                        | K, P | 1994       |
|         | Stare miasto w Arequipie                                                                         | K,   | 2000       |
|         | Święte miasto Caral-Supe                                                                         | K,   | 2009       |
|         | Qhapac Ñan – system dróg andyjskich (wspólnie z Argentyną, Boliwią, Chile, Ekwadorem i Kolumbią) | K    | 2014       |
|         | Kompleks astronomiczny Chanquillo                                                                | K    | 2021       |

## Surinam(3)
| Zdjęcie | Nazwa                                                                                 | Typ | Data wpisu |
| ------- | ------------------------------------------------------------------------------------- | --- | ---------- |
|         | Rezerwat przyrody środkowego Surinamu                                                 | P   | 2000       |
|         | Zabytkowe centrum Paramaribo                                                          | K   | 2002       |
|         | Stanowisko archeologiczne Jodensavanne: osada Jodensavanne i cmentarz Cassipora Creek | K   | 2023       |

## Urugwaj(3)
| Zdjęcie | Nazwa                                                                                | Typ | Data wpisu |
| ------- | ------------------------------------------------------------------------------------ | --- | ---------- |
|         | Zabytkowa dzielnica miasta Colonia del Sacramento                                    | K   | 1995       |
|         | Krajobraz kulturowo-przemysłowy Fray Bentos                                          | K   | 2015       |
|         | Prace inżyniera Eladio Dieste – Iglesia de Cristo Obrero y Nuestra Señora de Lourdes | K   | 2021       |

## Wenezuela(3)
| Zdjęcie | Nazwa                                                 | Typ | Data wpisu |
| ------- | ----------------------------------------------------- | --- | ---------- |
|         | Coro i jego port (zagrożone)                          | K   | 1993       |
|         | Park Narodowy Canaima                                 | P   | 1994       |
|         | Miasto uniwersyteckie Ciudad Universitaria de Caracas | K   | 2000       |